# کیفهوزرلاند
کیفهوزرلاند (به آلمانی: Kyffhäuserland) یک شهر در آلمان است که در کوفهویزرکرایس واقع شده‌است. کیفهوزرلاند ۴٬۲۴۸ نفر جمعیت دارد.